# Strašnice

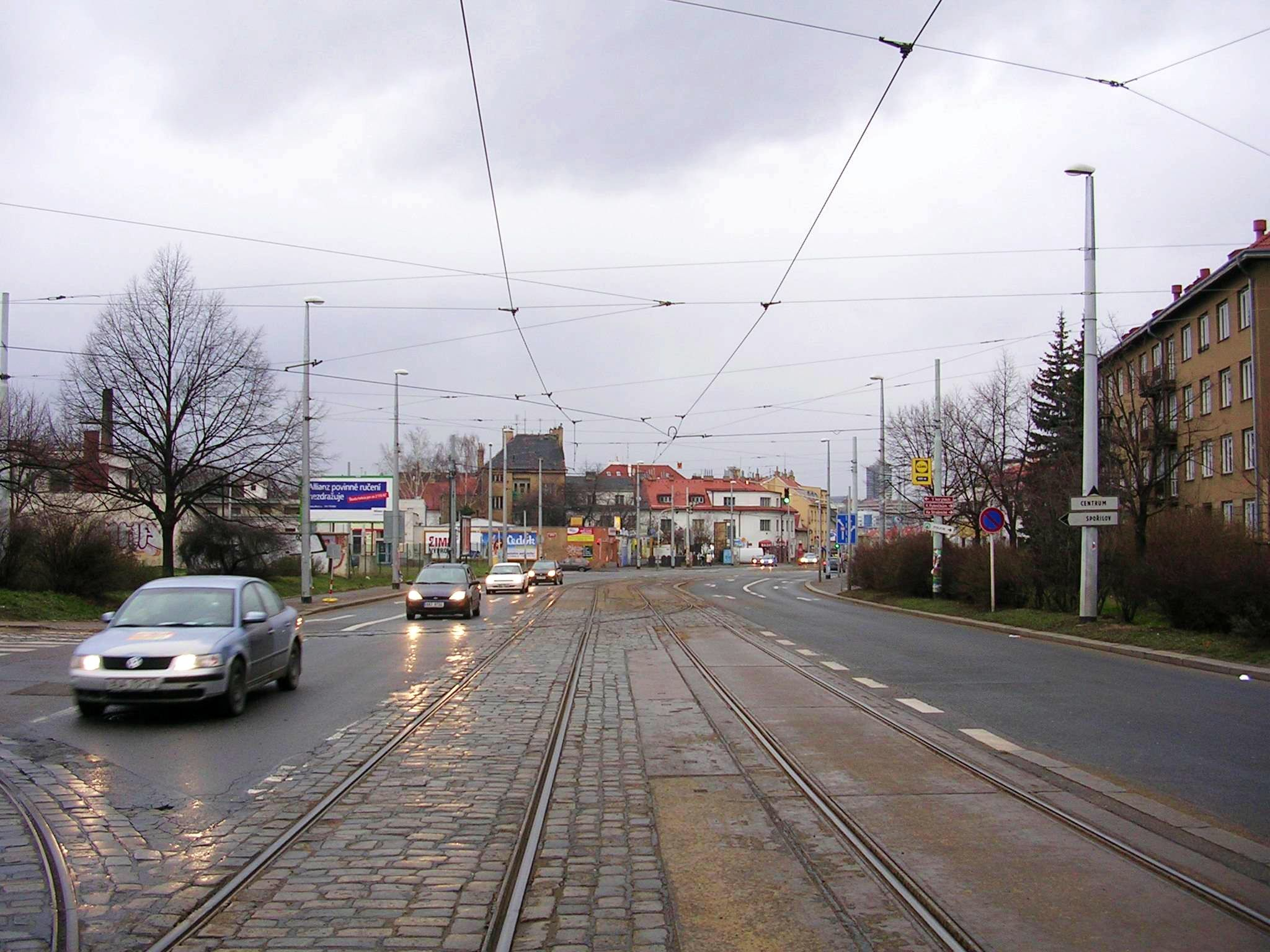
Straat in Strašnice

Strašnice is een wijk van de Tsjechische hoofdstad Praag. Voor het jaar 1922 was het een zelfstandige gemeente, sindsdien is het onderdeel van de gemeente Praag. Het grootste deel van de wijk hoort bij het gemeentelijke district Praag 10, een klein deel bij Praag 3. Strašnice heeft 37.178 inwoners (2006).
In de wijk liggen vier metrostations, allen aan lijn A. Van west naar oost zijn dit Želivského, Strašnická, Skalka en Depo Hostivař. Deze laatste vormt het oostelijke eindstation van de lijn.